# Clitenella
Clitenella is een geslacht van kevers uit de familie bladkevers (Chrysomelidae).
De wetenschappelijke naam van het geslacht werd in 1927 gepubliceerd door Laboissiere.

## Soorten
- Clitenella fulminans (Faldermann, 1835)
- Clitenella ignitincta (Fairmaire, 1878)
- Clitenella punctata Laboissiere, 1927
- Clitenella purpureovittata (Chen, 1942)